# 이십진법
이십진법(二十進法, vigesimal)은 20을 기수로 하는 법칙이다. 예로 마야 숫자가 있다.

## 기호

### 숫자
| 육진법   | 0 | 1 | 2 | 3 | 4 | 5 | 10 | 11 | 12 | 13 | 14 | 15 | 20 | 21 | 22 | 23 | 24 | 25 | 30 | 31 | 32 |
| 십진수   | 0 | 1 | 2 | 3 | 4 | 5 | 6  | 7  | 8  | 9  | 10 | 11 | 12 | 13 | 14 | 15 | 16 | 17 | 18 | 19 | 20 |
| 십이진법 | 0 | 1 | 2 | 3 | 4 | 5 | 6  | 7  | 8  | 9  | A  | B  | 10 | 11 | 12 | 13 | 14 | 15 | 16 | 17 | 18 |
| 이십진수 | 0 | 1 | 2 | 3 | 4 | 5 | 6  | 7  | 8  | 9  | A  | B  | C  | D  | E  | F  | G  | H  | I  | J  | 10 |

멱승수는 100은 십진법 400 (202), 1000은 십진법 8000 (203),10000은 십진법 160000 (204),100000 (205)은 십진법 3,200,000이다. 최대한의 수를 망라하고 있기 때문에, 숫자의 종류가 다량 자릿수 증가가 느린 반면 자릿수는 적다는 특징을 가진다.
이십진법은 소인수는 십진법과 마찬가지로 2과 5이지만 구조는 십이진법과 마찬가지로 "홀수의 4배"이다. 십이진법은 "3의 4 배는 10" "4의 3 배는 10"에 대한 이십 진법은 "5의 4 배는 10" "4의 5 배는 10"가 된다. 따라서 4의 배수와 5의 배수에 의한 계수와 4 분할 5 분할에 모두 적합하고 있다(십이진법에서 3과 4의 역할과 대비하는 것). 자릿수 상승은 3 승에 십진법보다 8배 느린 십이진법보다 5배 느리지만 십진법보다 십이진법에서 "자르 좋은 숫자"에 멱승수가 가깝다. 예를 들어, 십이진법 300이 이십진법 11C (십진법 432), 십이진법 5000이 이십진법 11C0, 십이진법 80000이 이십진법 10EE8 (십진법 165,888), 십이진법 1,000,000이 이십진법 ID4J4, 십이진법 1,0A3,A28이 이십진법 100,000 (126과 205을 삼백 만 전후) 등이 이에 해당한다.
또한 "5의 다음은 10"이 된다. 육진법은 장점과 단점이 반전한다. 육진법은 2와 3으로 나누어 떨어지는 때문에 3 분할 와 9 분할이 자신 있고, 4 분할은 가능 (1/4 = 0.13 = 십진 분수 9/36) 하겠지만 6가 "10"이되므로 4의 배수에 대한 설정은 질색이다. 반대로, 이십진법은 3 분할 와 9 분할이 수 없지만, 하나의 자리에 4 분할 5 분할이 가능하다.
그러나 6 (2×3)과 20 (4×5)은 직사각형 수 (rectangular number)이므로 멱승수와 소수로 변환했을 때의 "붇는 폭"은 작다. 예를 들면, 십진분수 1/32 (2-5)은 육진법은 1/52 = 0.01043 (십진법 환산 243/7776 = 35/65)에서 소수점 이하 5자리 되는데, 이십진법은 1/1C = 0.0CA (십진법 환산 250/8000)에서 소수점 이하 3자리가 된다. 또한 멱 승수는 65과 203은 가장 가까운, 육진법 100000 = 이십진법 J8G = 십진법 7776되며, 이십진법 1000 = 육진법 101012 = 십진법 8000이 된다. 분자가 64(10) (43 = 26)이 될 역수도 육진법은 1/729(10) (93 = 36, 육진수 1/3213 = 0.000144), 이십진법은 1/125(10) (53, 이십진수 1/65 = 0.034)이다.
주요 정수
- 20 = 십진법 40 (2×20)
- 4G = 십진법 96 (4×20 + 16)
- 66 = 십진법 126 (6×20 + 6)
- DA = 십진법 270 (13×20 + 10)
- F9 =  십진법 309 (15×20 + 9)
- I0 = 십진법 360 (18×20)
- 100 = 십진법 400 (1×202)
- 234 =  육진법 4000 = 십진법 864 (2×202 + 3×201 + 4)
- 2A0 =  십진법 1000 (2×202 + 10×201)
- 34F =  육진법 5555 = 십진법 1295 (3×202 + 4×201 + 15)
- 4G0 = 십진법 1920 (4×202 + 16×201)
- 50D = 십진법 2013 (5×202 + 0×201 + 13)
- A4G = 십육진법 1000 = 십진법 4096 (10×202 + 4×201 + 16)
- H5C = 십이진법 4000 = 십진법 6912 (17×202 + 5×201 + 12)
- J8G = 육진법 100000 = 십진법 7776 (19×202 + 8×201 + 16)
- 1000 = 십진법 8000 (1×203)
- 11C0 = 십이진법 5000 = 십진법 8640 (1×203 + 1×202 + 12×201)
- 2BGG = 십이진법 10000 = 십진법 20736 (2×203 + 11×202 + 11×201 + 16)
- BADE  = 십진법 92274 (11×203 + 10×202 + 13×201 + 14)
- 10000 = 십진법 160000 (1×204)
- 25000 = 십진법 360000 (2×204 + 5×203)

사칙 연산의 예
- 이십진법 4G0 + 4D = 50D : 십이진법 1140 + 79 = 11B9 : 십진법 1920 + 93 = 2013 : 육진법 12520 + 233 = 13153
- 이십진법 A4G - 66 = 9IA : 십육진법 1000 - 7E = F82 : 십진법 4096 -126 = 3970 : 육진법 30544 - 330 = 30214
- 이십진법 H5C × 3 = 2BGG : 십이진법 4000 × 3 = 10000 : 십진법 6912 × 3 = 20736 : 육진법 52000 × 3 = 240000
- 이십진법 J8G ÷ 9 = 234 : 육진법 100000 ÷ 13 = 4000 : 십진법 7776 ÷ 9 = 864

## 표기법의 예

### 마야숫자
0=○
1=.
5=-
20=./○

### 괄호 표기법
1=(1)
20=(1,0)

## 소수
주요 분수
- 1/2 = 0.A
- 1/3 = 0.6D6D…  (십진법 0.3333…, 육진법 0.2, 십이진법 0.4)
- 2/3 = 0.D6D6…
- 1/4 = 0.5 (십진법 0.25, 육진법 0.13, 십이진법 0.3)
- 3/4 = 0.F
- 1/5 = 0.4 (십진법 0.2, 육진법 0.1111…, 십이진법 0.2497…)
- 2/5 = 0.8
- 3/5 = 0.C
- 4/5 = 0.G
- 1/6 = 0.36D6D…
- 1/7 = 0.2H2H…
- 1/8 = 0.2A (십진법 0.125, 육진법 0.043, 십이진법 0.16)
- 1/9 = 0.248HFB…  (십진법 0.1111…, 육진법 0.04, 십이진법 0.14)
- 1/A = 0.2 (십진법 0.1, 1/10)
- 1/C = 0.1D6D6…  (십진법 0.08333…, 1/12, 육진법 0.03, 십이진법 0.1)
- 1/G = 0.15 (십진법 0.0625, 1/16, 육진법 0.0213, 십이진법 0.09)
- 1/10 = 0.1 (십진법 0.05, 1/20,  육진법 0.01444…, 십이진법 0.07249…)

기타
- 1/15 = 0.0G (십진법 0.04, 5-2, 1/25)
- 1/1C = 0.0CA (십진법 0.03125, 2-5, 1/32)
- 1/20 = 0.0A  (십진법 0.025, 1/40)
- 1/2A = 0.08  (십진법 0.02, 1/50)
- 1/34 = 0.065 (십진법 0.015625, 2-6, 1/64)
- 1/40 = 0.05  (십진법 0.0125, 1/80)
- 1/50 = 0.04  (십진법 0.01, 1/100)
- 1/65 = 0.034  (십진법 0.008, 5-3, 1/125)
- 1/68 = 0.032A (십진법 0.0078125, 2-7, 1/128)
- 1/80 = 0.02A (십진법 0.00625, 1/160)
- 1/A0 = 0.02 (십진법 0.005, 1/200)
- 1/CA = 0.01C  (십진법 0.004, 1/250)
- 1/CG = 0.01B5  (십진법 0.00390625, 2-8, 1/256)
- 1/G0 = 0.015 (십진법 0.003125, 1/320)
- 1/100 = 0.01 (십진법 0.0025, 1/400)
- 1/150 = 0.00G (십진법 0.002, 1/500)
- 1/1B5 = 0.00CG (십진법 0.0016, 5-4, 1/625)

## 용도
이십(10(20), 20(10))은 2, 4, 5, A (10(10))의 배수인 관계로 편리하기 때문에 생겨났으며, 특히 중대한 낱단로 편성하기 위해 사용되어왔다.
마야어로는 스무 멱 승수에 수사를 붙일 수 있으며, 이십(10(20), 20(10))을 kal, 사백 (100(20), 400(10))을 bak, 팔천 (1000(20), 8000(10))을 pic, 십육만 (10000(20), 160000(10))을 calab한다.
프랑스어에서는 이십진법의 부분적으로 도입되고 있으며, 팔십을 "4 배의 이십" (quatre-vingt, 40(20)), 구십육 즉 8 다스을 "4 배의 이십에 십육을 더하면" (quatre-vingt-seize, 4G(20)) 라는 말을 한다. 한편, 백 사십사, 즉 1 그로스 (74(20), 100(12), 144(10))는 "74"(sept-vingt-quatre)가 아니라 "144" (cent quarante-quatre)이라는 표현된다.
조지아어야 어로는 ოცდაათი 는"1A" (십진법 30), ორმოცი는 "20" (십진법 40) ორმოცდაათი는 "2A" (십진법 50) 등. Khevsourétie 방언에서는 십진법 120는 "60", 십진법 360는 "I0" 등의 말을, 천 (십진법 1000, 이십진법 2A0)에서이 십진법으로 변화하고 있다.
A (10(10))은 2와 5로 밖에 나눌 수 없다. G (10(16), 16(10))은 2의 멱 승수 (2,4, 8,G)로 밖에 나눌 수 없다. 6와 I (10(18), 18(10))은 2와 3에서 분할 수 있지만 4와 5에서는 나누어 떨어지지 않기 때문에 나누어 떨어지는 수는 이십과는 반대로 된다. C (10(12), 12(10))은 이십과 같이 4분할 수 있지만, 홀수의 인수는 5대신 3을 대신하여 한 자리에서 4분할까지 대응할 수 있게 된다. 소수에서도 예를 들면 육진법 131.4043와 십진법 55.6875에 해당하는 숫자는 십이진법에서는 47.83으로 되어 이십진법에서도 2F.DF이다.
또한 이십진법은 2의 멱 지수가 2개로 되기 때문에 2의 멱 승수와 5의 멱 승수의 차이는 짧아진다. 예를 들어, 10000은 (4×5)4의 수가 되고 10000 = CG×1B5 = 28×54에 소인수 분해된다. 역수의 분자가 28이 될 수도 십진법과 육진법을 비교하면, 십진법이 육백 배의 차 (28×58 = 256×390625 = 1,0000,0000(10) = 1B5,0000(20))인데 비하여 육진법이 십 배의 차 (212×312 = 1104×50213 = 1,0000,0000(6) = A,9J0G(20))까지는 긴축하고, 육진법이 더 가까워진다.
| 곱셈  | 십진법             | 이십진법        | 육진법                | 십이진법         | 십팔진법        |
| ----- | ------------------ | --------------- | --------------------- | ---------------- | --------------- |
| 2×52  | 4×25 = 100         | 4×15 = 50       | 4×41 = 244            | 4×21 = 84        | 4×17 = 5A       |
| 24×52 | 16×25 = 400        | G×15 = 100      | 24×41 = 1504          | 14×21 = 294      | G×17 = 144      |
| 23×53 | 8×125 = 1000       | 8×65 = 2A0      | 12×325 = 4344         | 8×A5 = 6B4       | 8×17 = 31A      |
| 26×53 | 64×125 = 8000      | 34×65 = 1000    | 144×325 = 101012      | 54×A5 = 4768     | 3A×6H = 16C8    |
| 24×54 | 16×625 = 10000     | G×1B5 = 1500    | 24×2521 = 114144      | 14×441 = 5954    | G×1GD = 1CFA    |
| 25×55 | 32×3125 = 100000   | 1C×7G5 = CA00   | 52×22245 = 2050544    | 28×1985 = 49A54  | 1E×9BB = H2BA   |
| 28×54 | 256×625 = 160000   | CG×1B5 = 10000  | 1104×2521 = 3232424   | 194×441 = 78714  | E4×1GD = 197EG  |
| 26×56 | 64×15625 = 1000000 | 34×1J15 = 65000 | 144×200201 = 33233344 | 54×9061 = 402854 | 3A×2C41 = 9987A |